# Реджо-Емілія (провінція)
Провінція Реджо-Емілія (італ. Provincia di Reggio Emilia) — провінція в Італії, у регіоні Емілія-Романья. 
Площа провінції — 2 293 км², населення — 535 068 осіб.
Столицею провінції є місто Реджо-нелль'Емілія.

## Географія

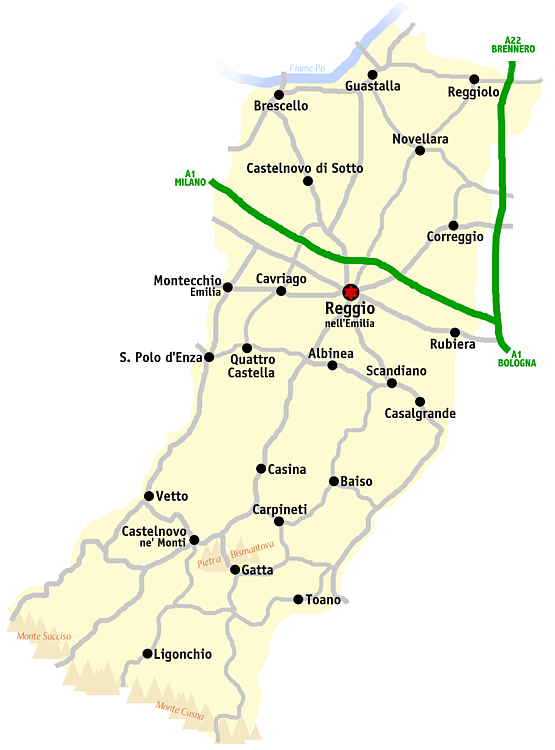
Мапа провінції

Межує на заході з провінцією Парма, на сході з провінцією Модена, на півночі з регіоном Ломбардія (провінцією Мантуя) і на півдні з регіоном Тоскана (провінцією Масса-Каррара і провінцією Лукка).

## Основні муніципалітети
Найбільші за кількістю мешканців муніципалітети (ISTAT):
- Реджо-нелль'Емілія - 163.547 осіб
- Скандіано - 24.363 осіб
- Корреджо - 24.191 осіб
- Казальгранде - 17.608 осіб
- Гуасталла - 15.020 осіб
- Кастелларано - 14.633 осіб